# Heisterbacherrott
Heisterbacherrott ist ein Stadtteil von Königswinter im nordrhein-westfälischen Rhein-Sieg-Kreis mit etwa 2000 Einwohnern. Er liegt am nördlichen Rand des Siebengebirges und ist ein Wallfahrtsort.

## Geschichte
In einer Urkunde des Kölner Erzbischofs Philipp von Heinsberg wird Heisterbacherrott 1173 als Rhoda erwähnt.
Spätestens ab 1555 war Heisterbacherrott eine Honschaft im bergischen Amt Löwenburg. In der Anfang des 19. Jahrhunderts durchgeführten Topographischen Aufnahme der Rheinlande lautete der Ortsname noch Heisterbacheroth.
Die ehemalige Gemeinde Heisterbacherrott gehörte zur Bürgermeisterei Oberkassel. Die Gemeinde hatte 1885 eine Fläche von 200 ha, davon 159 ha Acker-, 6 ha Wiesen- und 28 ha Waldfläche. Heute gehört das Gebiet zur Stadt Königswinter. Die Gemeinde bestand 1885 neben Heisterbacherrott aus zwei weiteren Ortsteilen: Frohnhof und Scheid. Es gab in der Gemeinde 88 Wohngebäude (einschließlich unbewohnter) mit 91 Haushalten. Dort lebten 446 Einwohner (223 Männer und 223 Frauen). Alle Bürger waren damals katholisch, die Gemeinde hatte damals in Niederdollendorf ihre Pfarrkirche.
Die Kirche in der Ortsmitte ist dem heiligen Judas Thaddäus geweiht. Das 1892 aus Bruchsteinen aus dem Stenzelberg erbaute Gebäude enthält Reliquien des Heiligen und ein Gnadenbild mit seiner Darstellung.
1967 hatte Heisterbacherrott 1.303 Einwohner, von denen 24 in der Land- und Forstwirtschaft, 231 im verarbeitenden Gewerbe und 158 im Dienstleistungsbereich tätig waren. In einem Industriebetrieb arbeiteten 12 Mitarbeiter. 323 Auspendlern standen 16 Einpendler gegenüber. An öffentlichen Einrichtungen waren 1967 vorhanden: eine nicht voll ausgebaute Volksschule, ein Sportplatz, eine Bücherei.
Seit dem 1. August 1969 ist Heisterbacherrott ein Stadtteil von Königswinter.

### Bevölkerungsentwicklung

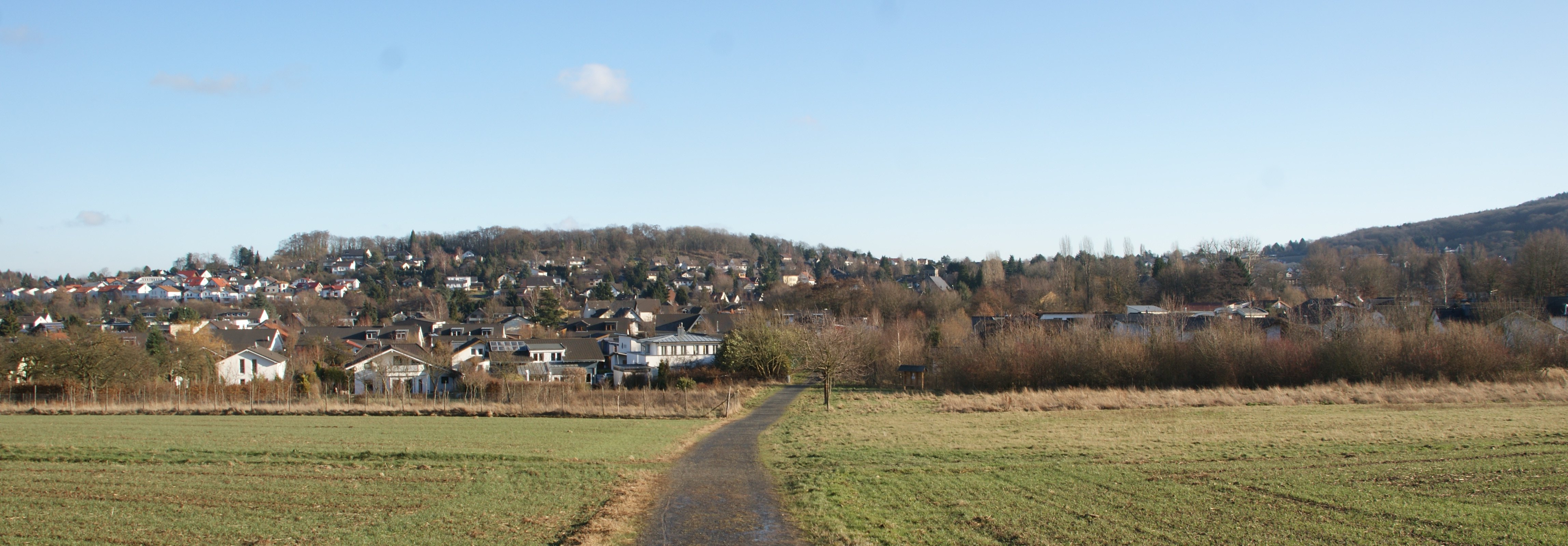
Heisterbacherrott

| Jahr | Einwohner |
| ---- | --------- |
| 1816 | 363       |
| 1828 | 246       |
| 1843 | 334       |
| 1885 | 446       |
| 1912 | 503       |
| 1939 | 624       |
| 1961 | 1.012     |
| 2005 | 2.157     |
| 2010 | 2.131     |
| 2015 | 2.027     |
| 2020 | 1.940     |
| 2022 | 1.925     |

## Kultur und Sehenswürdigkeiten

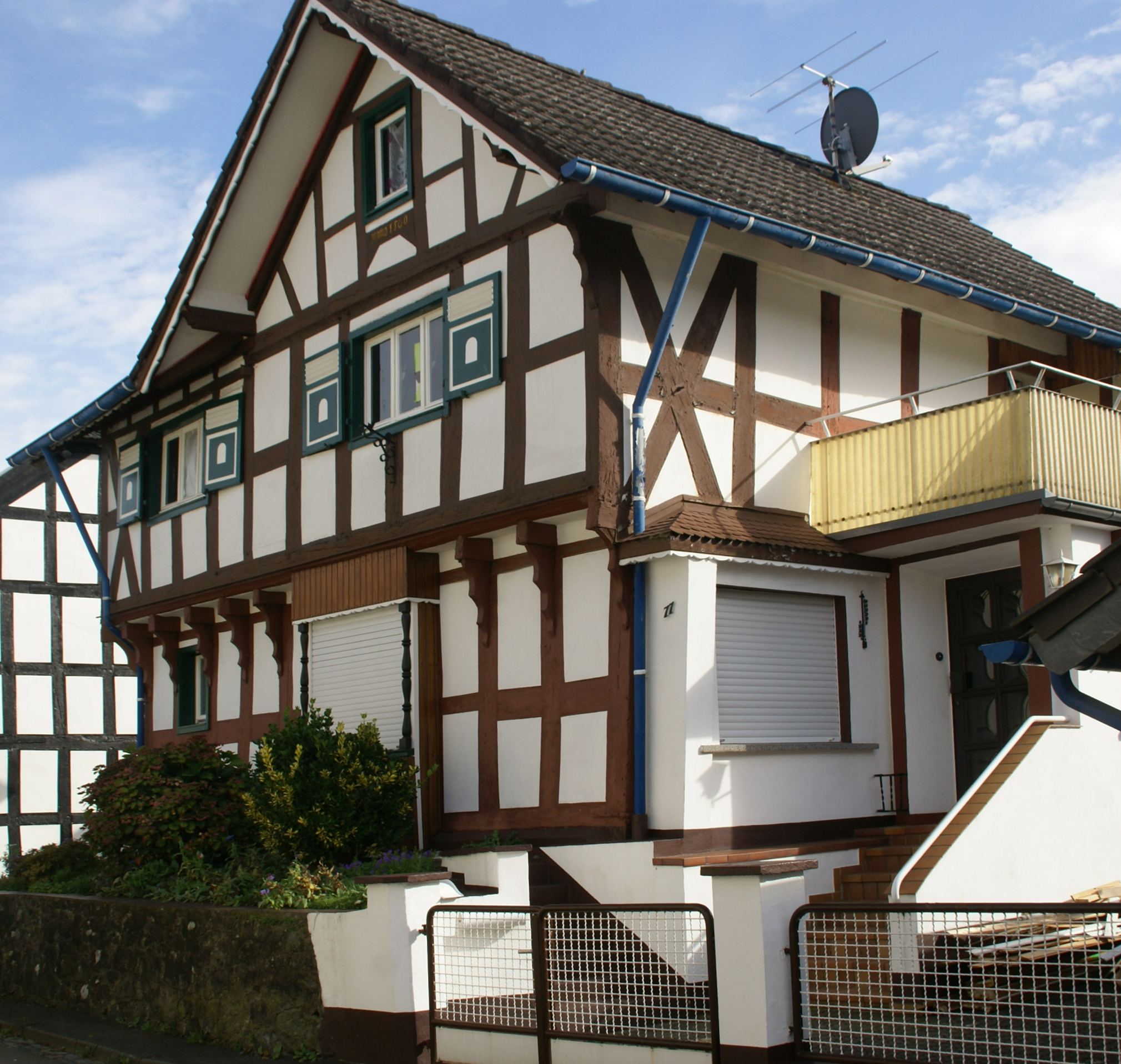
Fachwerkhaus Petrusstraße 11 (2014)

In Heisterbacherrott befindet sich das hinsichtlich der Datierung auf das Jahr 1560 älteste Fachwerkhaus auf dem Stadtgebiet von Königswinter (Petrusstraße 11).

### Kloster Heisterbach

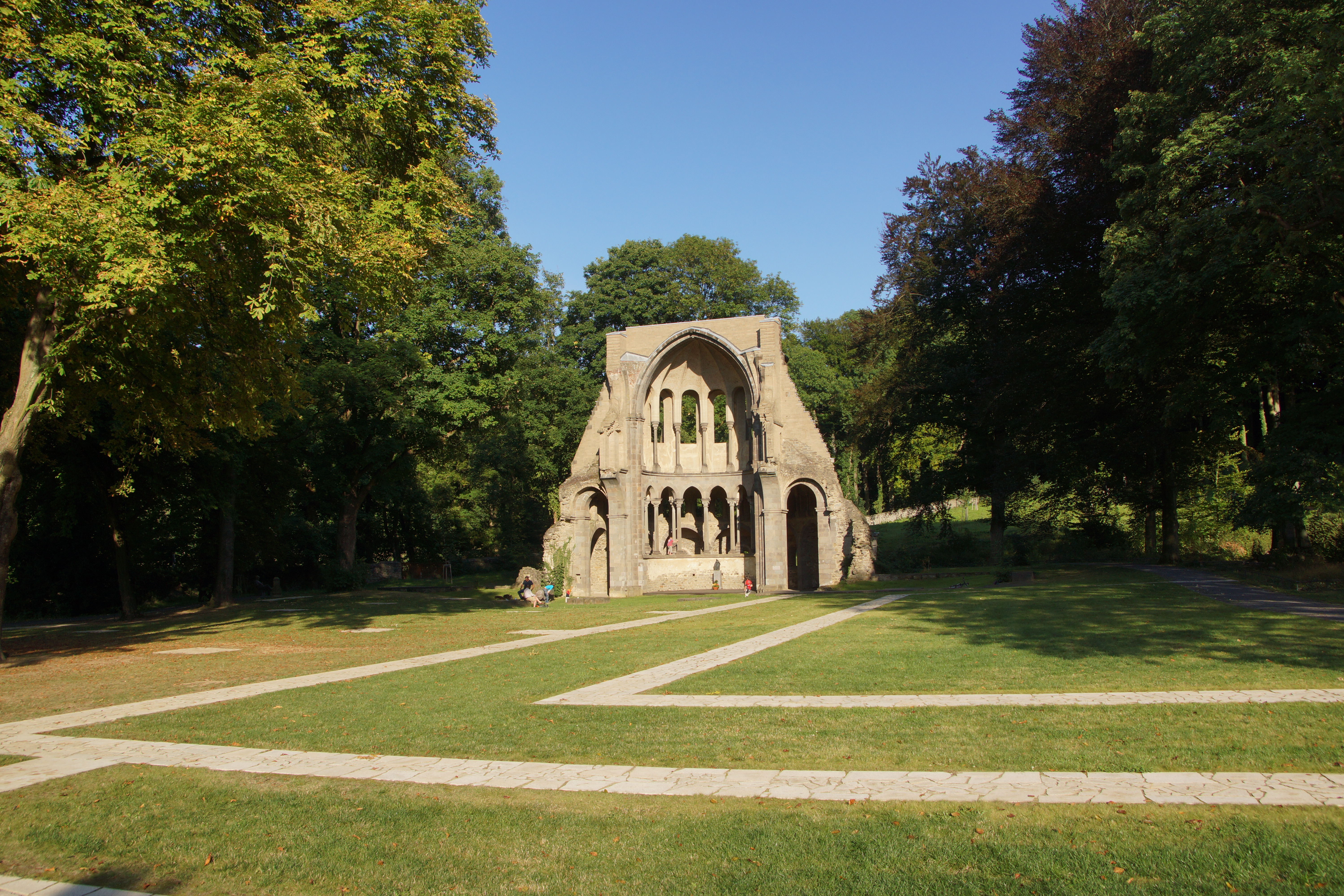
Bei Heisterbacherrott lag das Kloster Heisterbach

Das ehemalige Kloster Heisterbach liegt im Heisterbacher Tal zwischen Oberdollendorf und Heisterbacherrott (Stadtgebiet Königswinter).

### Haus Schlesien

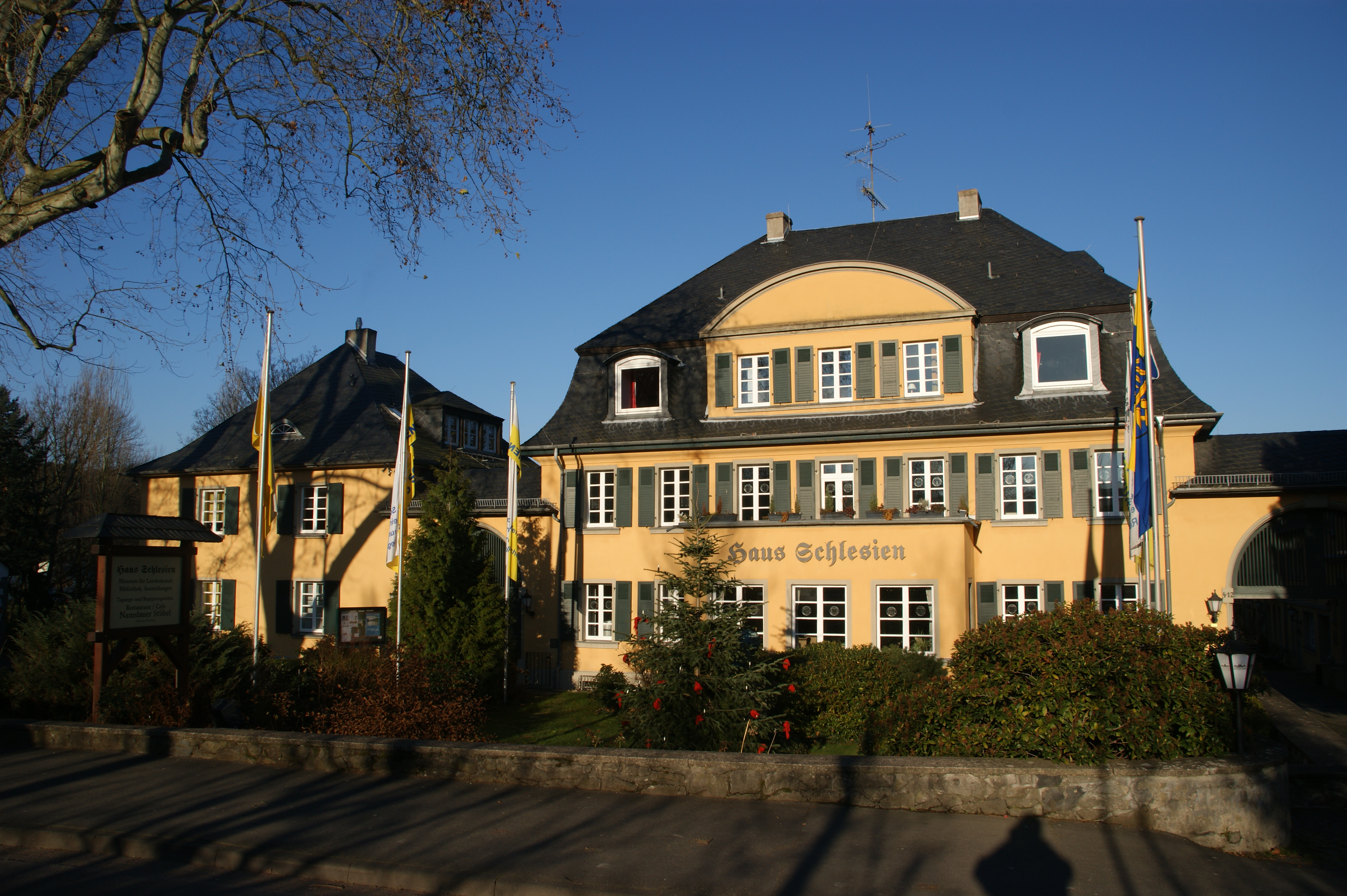
Haus Schlesien

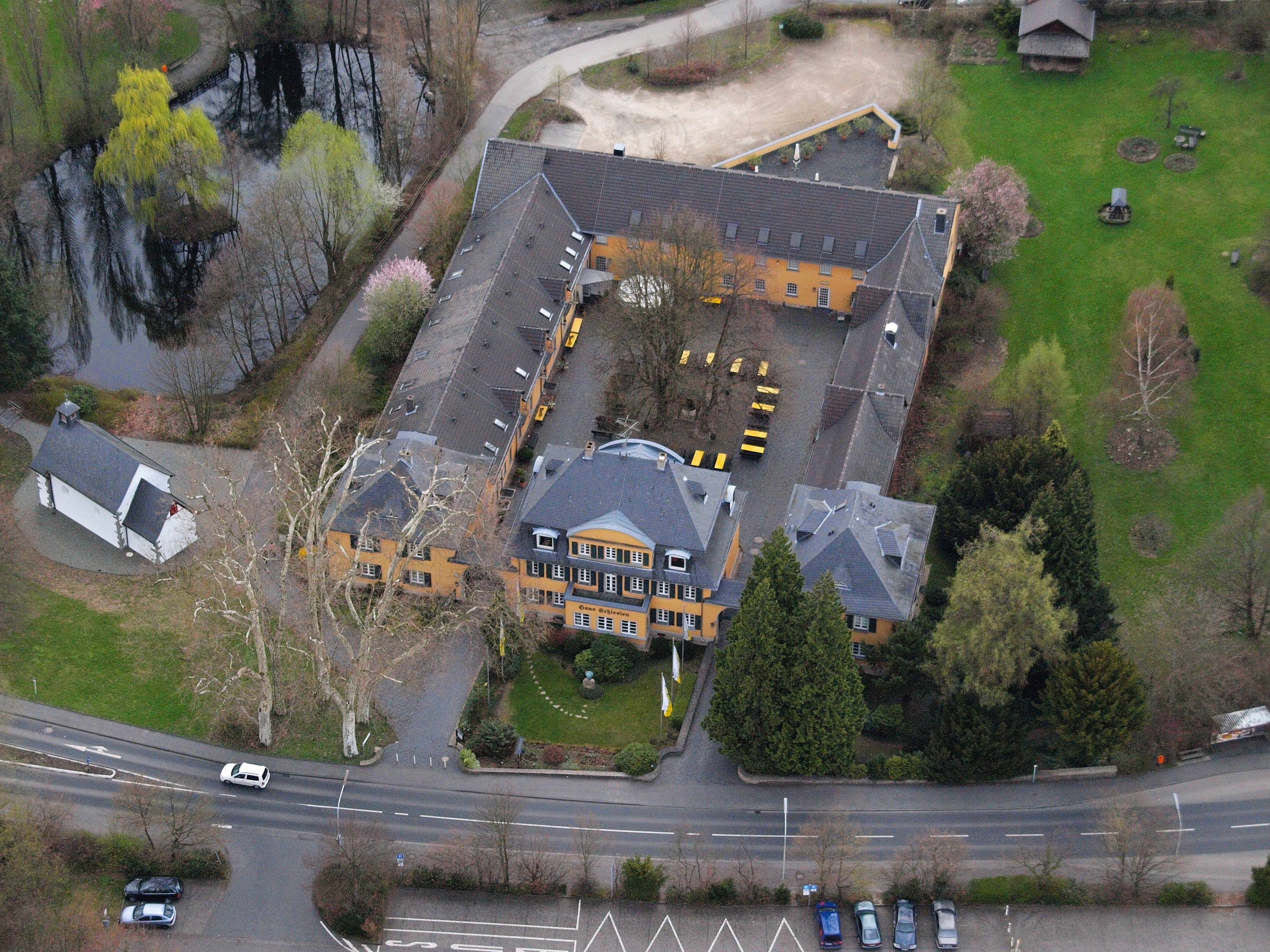
Haus Schlesien mit Platanen, Luftaufnahme

Haus Schlesien war früher ein zisterziensischer Wirtschaftshof.  Der Hof an der Hauptstraße wurde 1978 vom Verein Haus Schlesien e. V. erworben und bis 1981 umgebaut. Heute beherbergt der frühere Fronhof unter anderem ein Kultur- und Bildungszentrum, ein Museum für schlesische Landeskunde und eine Präsenzbibliothek. Vor dem Hauptgebäude erinnert eine von Arno Breker 1988 geschaffene Büste an den schlesischen Dichter Gerhart Hauptmann. Dort steht auch eine als Naturdenkmal ausgewiesene Baumgruppe aus fünf Platanen, die in der Spitze bis zu 31 Meter hoch und 190 Jahre alt sind.

### Nikolauskapelle

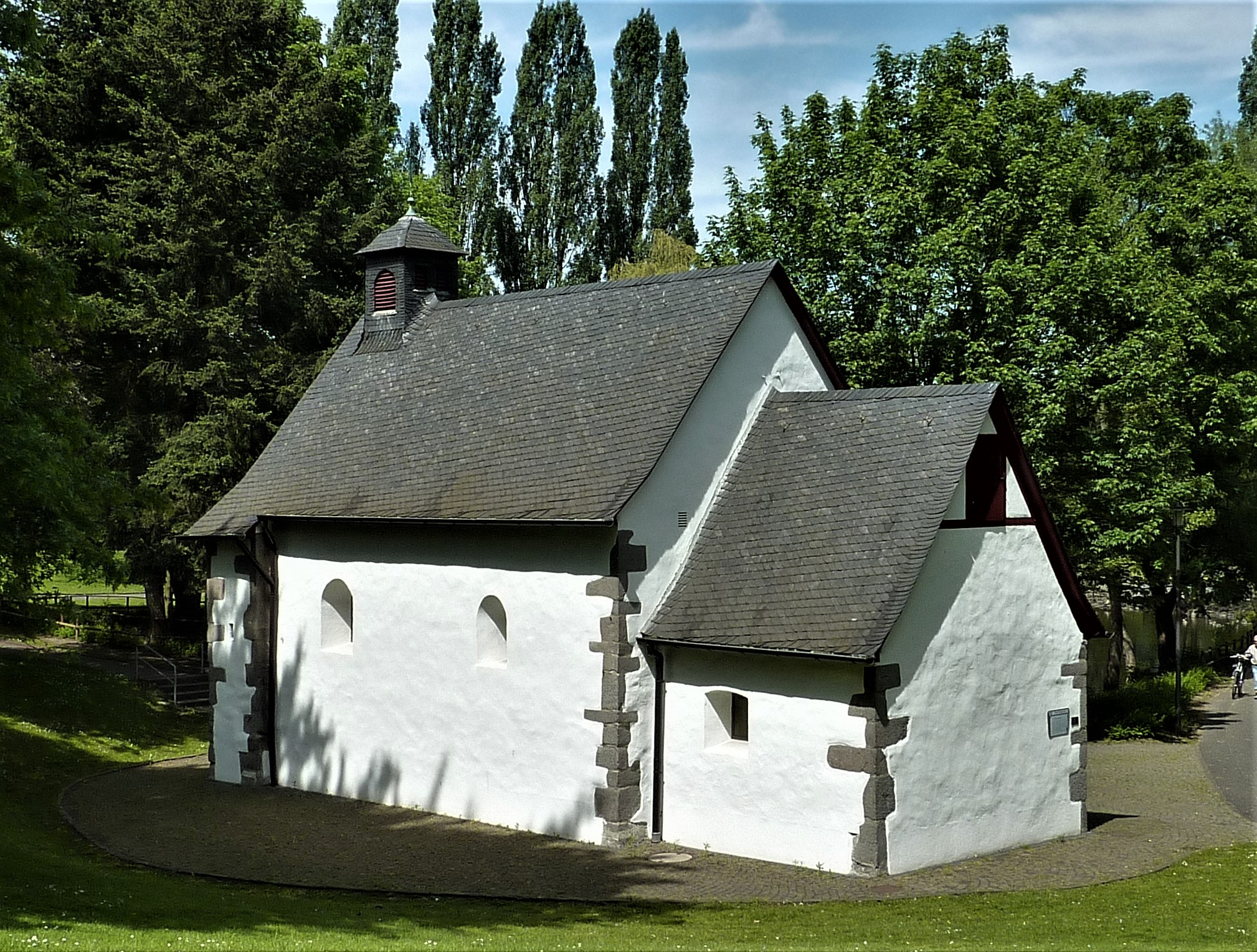
Romanische Nikolauskapelle

Die heutige Nikolauskapelle wurde um 1150 als Markuskapelle in Latit vom Stenzelberg gebaut und dürfte zu dieser Zeit Bestandteil des damaligen Roda-Hofes gewesen sein. Später war für einige Zeit der heilige Bernhard Patron der Kapelle. Die Kapelle wurde im Dreißigjährigen Krieg stark beschädigt und 1676 wieder aufgebaut, wobei das romanische Kreuzgewölbe durch einen Dachstuhl aus Holz ersetzt wurde. Anschließend wurde sie dem heiligen Nikolaus geweiht (Nikolaus von Myra ist der Schutzpatron der Fischer und reisenden Händler; an der Kapelle ging die Handelsstraße von Kircheib zum Fischerort Niederdollendorf vorbei). Anfangs war sie zusammen mit dem Fronhof Eigentum des Frauenklosters Schwarzrheindorf. Im 13. Jahrhundert ging sie an die Abtei Heisterbach und blieb dort bis zur Säkularisation 1803. Danach wurde sie durch die Pfarre Niederdollendorf verwaltet und war nach Durchführung einiger Reparaturen und anschließender Einweihung:2 ab 1866 im Besitz der zu dem Zeitpunkt errichteten Rektorats-Pfarrei Heisterbacherrott. Nach Fertigstellung der Pfarrkirche St. Judas Thaddäus 1892 fanden in der Nikolauskapelle keine Gottesdienste mehr statt, sodass sie zunächst nicht mehr instand gesetzt und dem Verfall preisgegeben wurde.:3 Um 1905 begann durch den neuen Eigentümer des Fronhofs ein Umbau der Kapelle zu einer familiären Gruftkapalle, der aber nicht fertiggestellt wurde. Anschließend diente sie dem Fronhof als Materiallager. Im Zuge einer ersten Renovierung nach dieser Zweckentfremdung im Jahre 1933 entstand der heutige Altartisch.
Sehr gelitten hat die Kapelle während des Zweiten Weltkrieges, als sie als Lagerraum für Kunstdünger verwendet wurde. Von 1973 bis 1976 erfolgte eine Renovierung unter anderem des Mauerwerks, im Zuge derer auch 1973:3 im Inneren Buntglasfenster mit heimischen Motiven nach Entwürfen des Leverkusener Glasmalers Paul Weigmann eingesetzt und 1974 an der Westseite ein zuvor an der Einfriedungsmauer von Haus Schlesien befindliches Wegekreuz (errichtet 1663) aufgestellt wurden. Die Kapelle war zuletzt durch aufsteigende Feuchtigkeit stark gefährdet. Nach Vorarbeiten ab 2000:3 begann daher im Dezember 2006 eine umfassende Restaurierung der Nikolauskapelle mit finanzieller Unterstützung der Deutschen Stiftung Denkmalschutz; die Innensanierung wurde bis April 2008, die Gesamtmaßnahme im Jahr darauf abgeschlossen und mit der feierlichen Einsegnung am 20. September 2009 besiegelt. In der über dem Eingang an der Nordseite eingelassenen Nische befindet sich seit 2009 eine Nikolausstatuette mit Bischofsstab und Mitra der ortsansässigen Bildhauerin Sigrid Wenzel, nachdem die ursprüngliche Nischenfigur als verschollen gilt.:1 f.

### Judas-Thaddäus-Wallfahrt

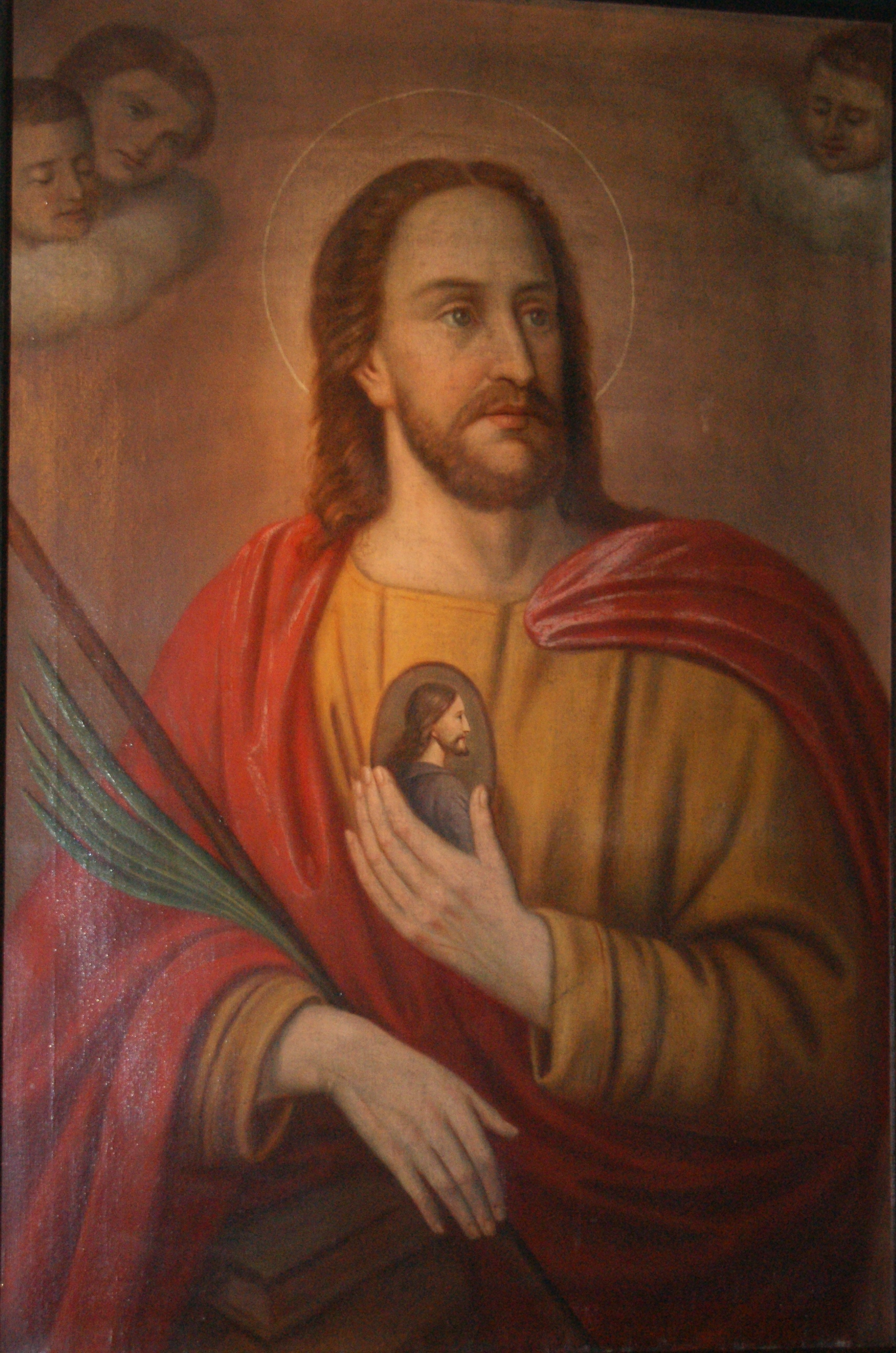
Judas Thaddäus

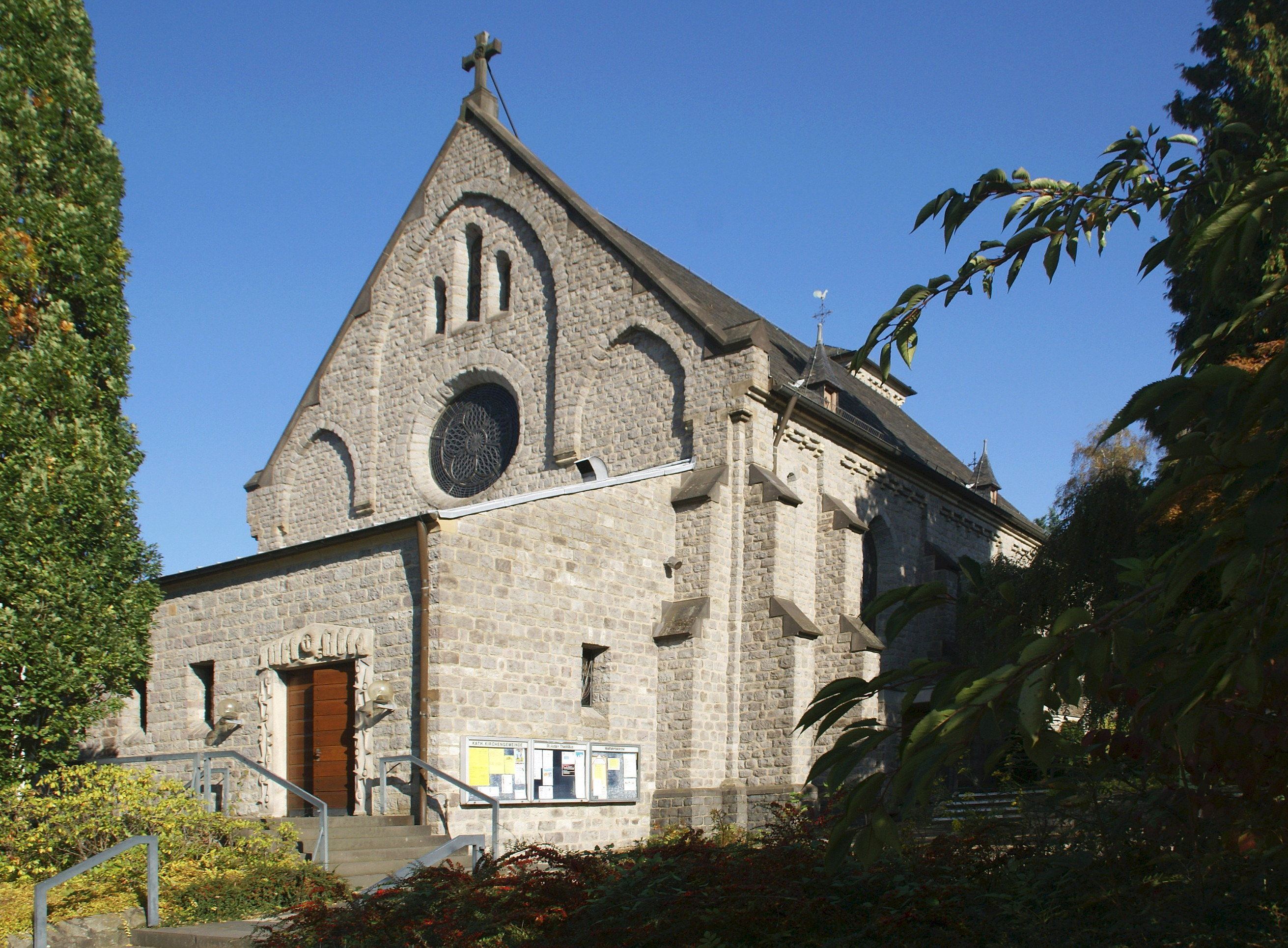
St. Judas Thaddäus (Heisterbacherrott)

Die Verehrung des Apostels Judas Thaddäus in Heisterbacherrott entwickelte sich seit Ende des 19. Jahrhunderts. Der Ort hatte erstmals 1866 einen eigenen Seelsorger erhalten. 1890–1892 wurde eine Pfarrkirche erbaut und auf Wunsch des Stifters Theodor Schiffers aus Aachen dem heiligen Judas Thaddäus geweiht. Ein Bild des Pfarrpatrons, das heutige Gnadenbild, kam 1895/96 von der Pfarrei Niederdollendorf. Es zeigt den Heiligen als Halbfigur mit Palmzweig im Arm; vor der Brust hält er ein Medaillon mit dem Brustbild Jesu. 1911 erwarb Rektor Jakob Schmidt eine Reliquie des Heiligen.
Im Laufe der Zeit begannen Gläubige vor dem Bild niederzuknien und Trost im Gebet zu suchen. Gertrud Finette aus Bad Godesberg pilgerte 1921 aus Dank für ihre Genesung nach doppelter Lungenentzündung das erste Mal nach Heisterbacherrott und gilt als Begründerin der Wallfahrt. Immer mehr Bekannte schlossen sich ihr bei ihren monatlichen Pilgergängen an. Rektor Theodor Helten, Pfarr-Rektor ab 1931, förderte die Wallfahrt entscheidend. Er begründete 1932 in der zweiten Novemberwoche eine „Thaddäus-Oktav“. Trotz Schwierigkeiten in der Zeit des Nationalsozialismus mit Verboten der Fronleichnamsprozessionen stieg die Zahl der Wallfahrer ständig. Regelmäßige Pilgergruppen kamen neben Bad Godesberg auch aus Bonn, Siegburg und Brühl. Die Bonner Prozession umfasste 500 bis 700, maximal 1400 Teilnehmer, aus Godesberg kamen in den 1930er Jahren gewöhnlich etwa 400 Pilger.
Nach dem Zweiten Weltkrieg nahm die Wallfahrt weiter zu. Gruppen kamen jetzt aus dem ganzen Rheinland. 1977 wurden in der Festoktav – jetzt Ende Oktober – 25.000 Pilger gezählt. 1964 wurde die an die Pfarrkirche angebaute Judas-Thaddäus-Kapelle eingeweiht, in die das Gnadenbild und die Reliquie übertragen wurden.

### Leddeköpp-Denkmal

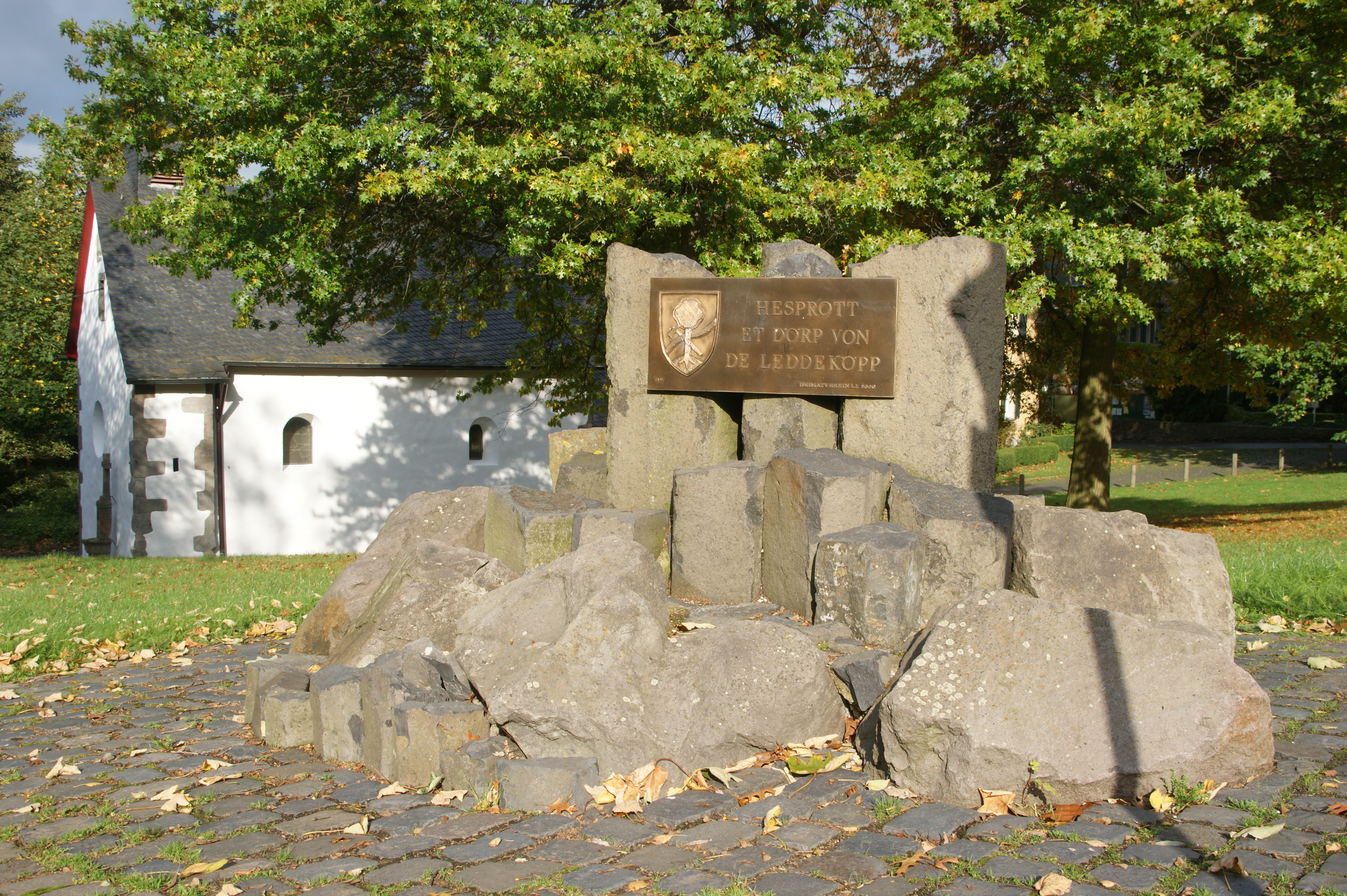
Leddeköpp-Denkmal

Vor der Nikolauskapelle befindet sich das im Herbst 2000 aufgestellte „Leddeköpp-Denkmal“ mit einer Bronzetafel der Künstlerin Sigrid Wenzel. Es soll an die schwere Arbeit in den Steinbrüchen (z. B. im benachbarten Weilberg) bis 1940 erinnern. Deren Spitzname „Leddeköpp“, abgeleitet vom ledernen Kopf- und Schulterschutz der damaligen Steinbrecher, haftet auch den heutigen Heisterbacherrottern noch an.

## Persönlichkeiten
- Josef Scheuren (1898–1972), Politiker (SPD), geboren in Heisterbacherrott
- Hans-Christian Bues (* 1948), Schriftsteller, lebt in Heisterbacherrott
- Reiner Rübhausen (* 1960), Sozialarbeiter und Kabarettist, wuchs in Heisterbacherrott auf